# Ørneberget Station
Ørneberget Station (Ørneberget stasjon eller Ørneberget holdeplass) er en jernbanestation på Bergensbanen, der ligger i Voss kommune i Norge. Stationen består af et spor og en simpel perron med en belægning af grus. Adgangsvejen til stationen er stejl, og stationens ejer Bane Nor advarer om, at den kan være ufremkommelig ved meget sne.
Stationen ligger lige ved Mjølfjell ungdomsherberg og i et område med mange hytter, herunder Bergen Katedralskoles hytte Katteli.
Stationen åbnede som trinbræt 1. juni 1958.